# Lehel tér metróállomás
A Lehel tér (1981 és 1990 között: Élmunkás tér) a budapesti M3-as metróvonal egyik állomása a Nyugati pályaudvar és a Dózsa György út között. A megállót 1981. december 30-án adták át az M3-as metróvonal II/B szakaszával. Az állomás 1981 és 1984 között, valamint az újpesti szakasz 2017–19-es felújításakor a metróvonal északi végállomása volt. 2022. május 14. és 2023. május 22. között rekonstrukciós munkálatok miatt lezárták.

## Jellemzői
Az állomás kéregvezetésű, középperonos kialakítású, 9,3 méterrel található a felszín alatt. A peronokról két kijárat vezet fel az aluljáróba. Az állomáson nincs mozgólépcső, hagyományos lépcsőket alakítottak ki. Az állomás Dózsa György út felőli végén vágánykapcsolat is található, mindkét vágányról kölcsönösen át tudnak járni a szerelvények a másik vágányra.

## Átszállási kapcsolatok
| Lehel tér | 15 14 73, 76 | Westend, Lehel Csarnok |

## Képek

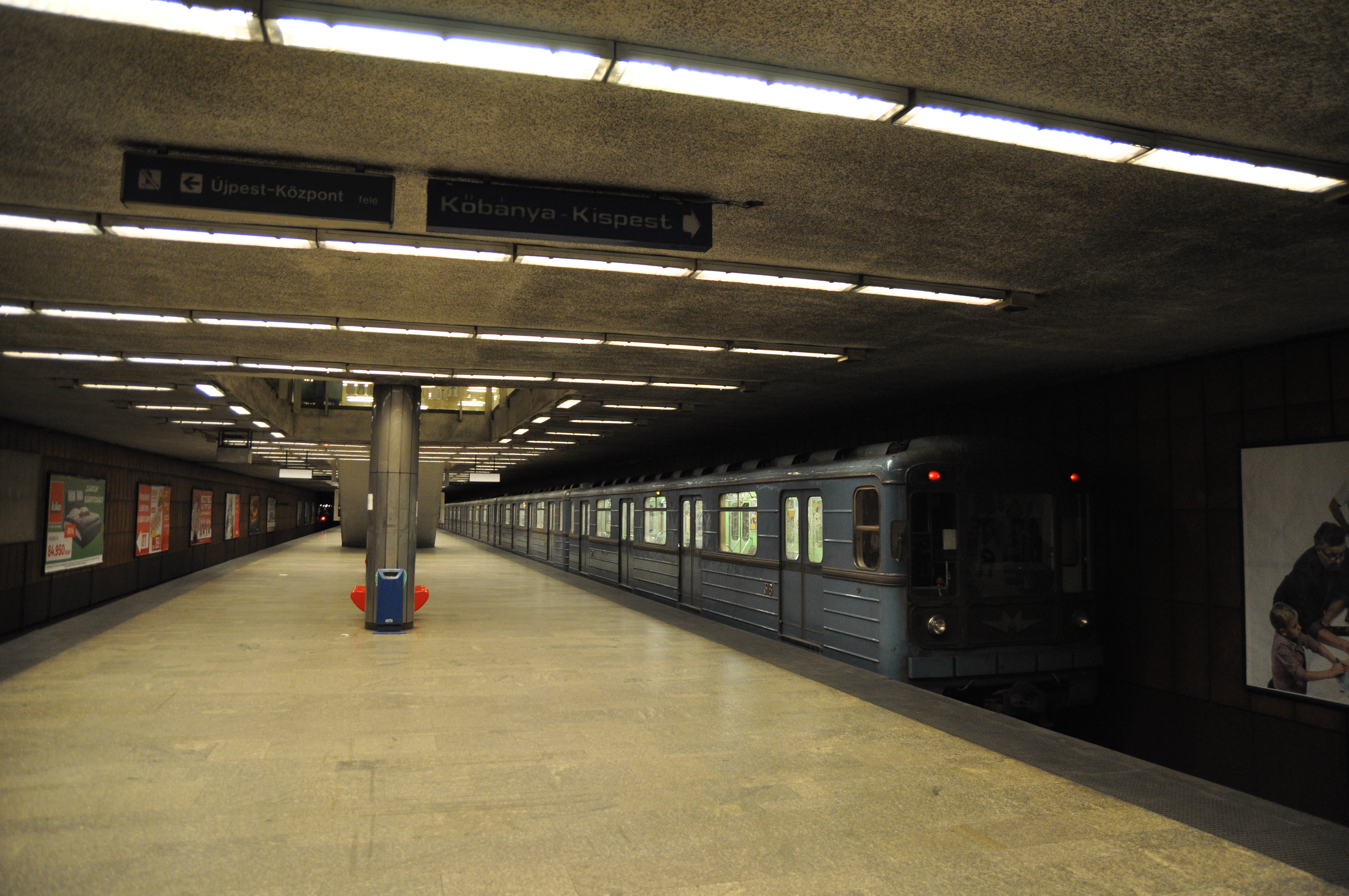
Felújítás előtt (2016)
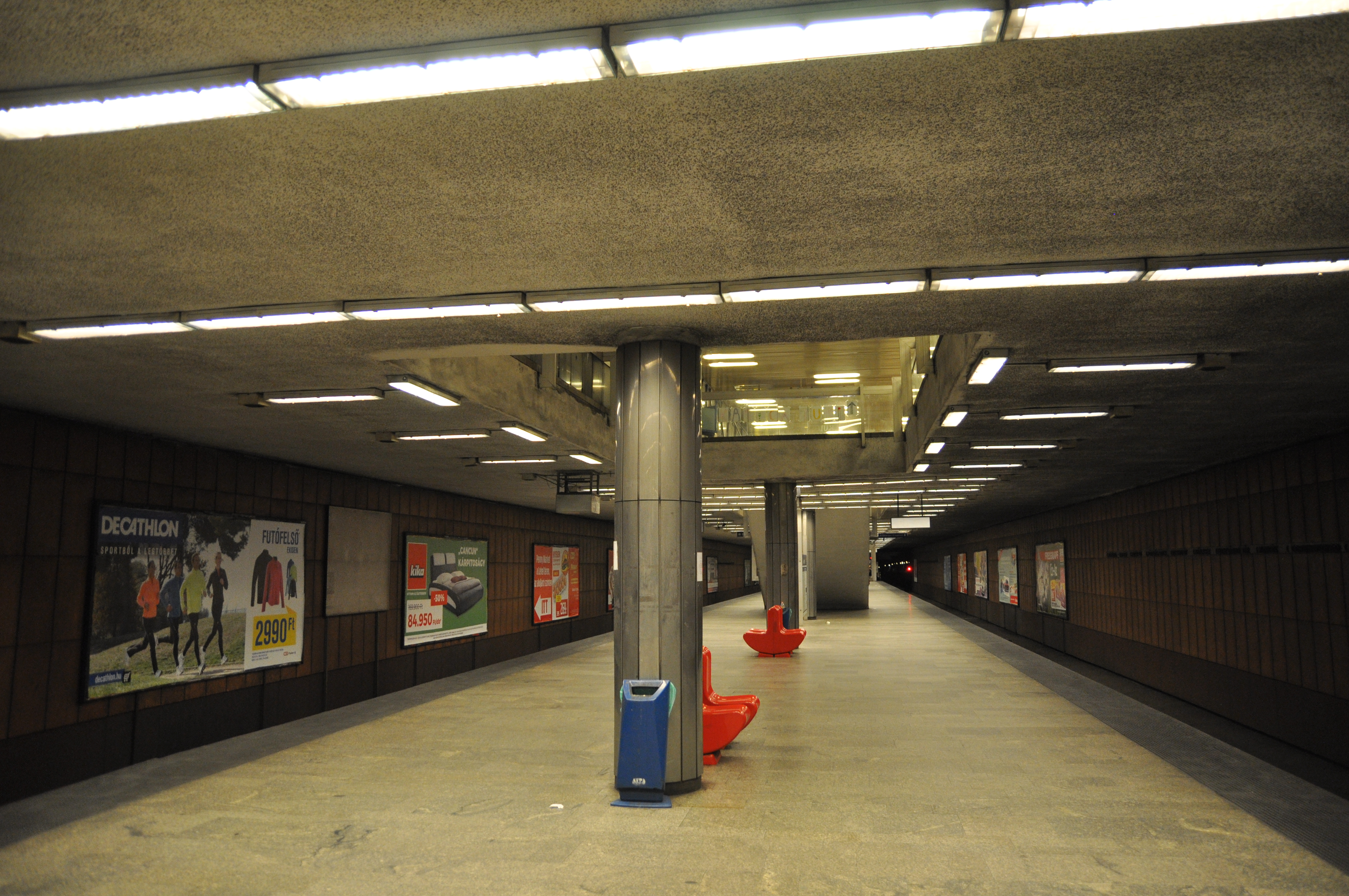
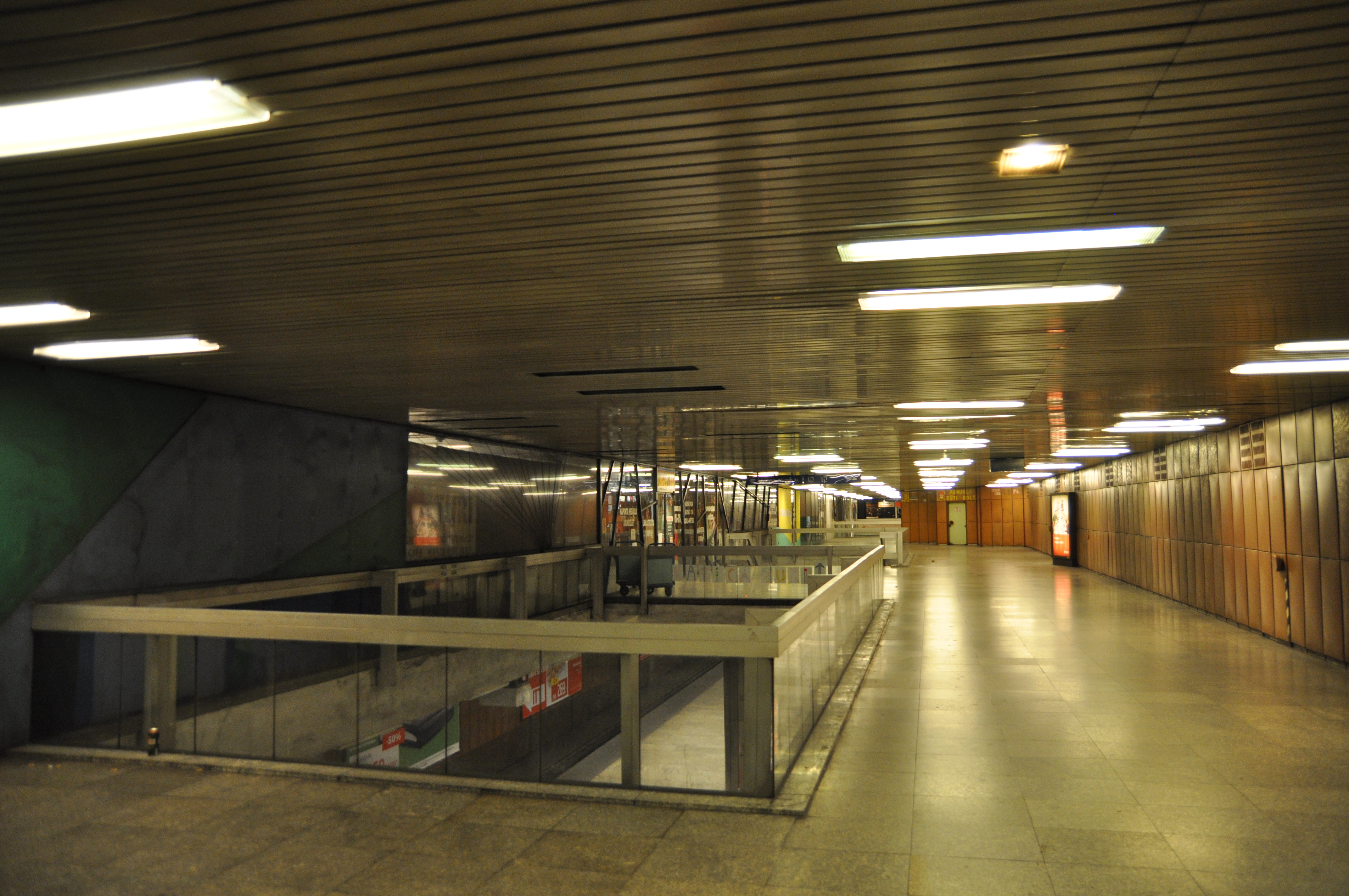
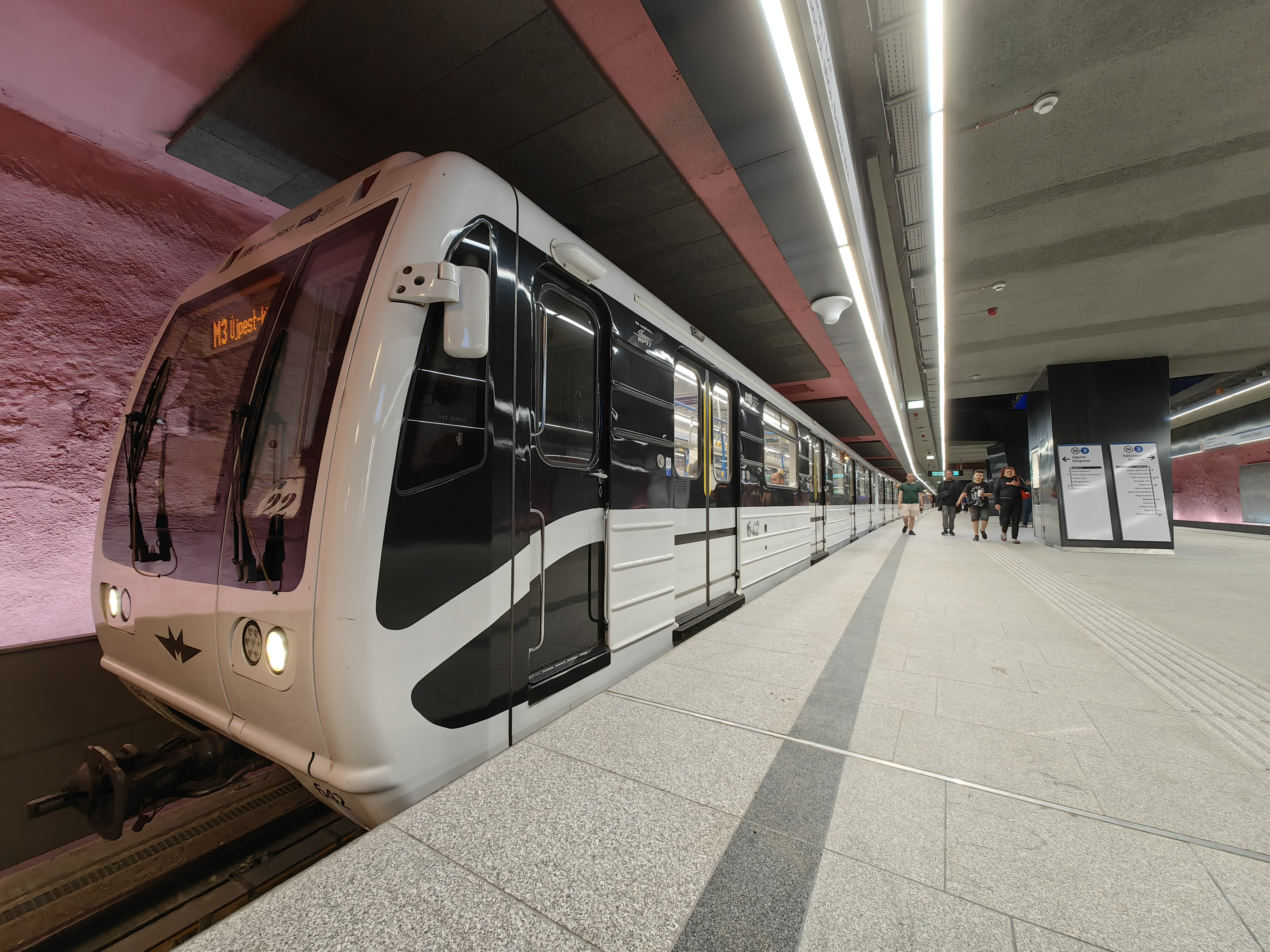
Felújítás után (2023)
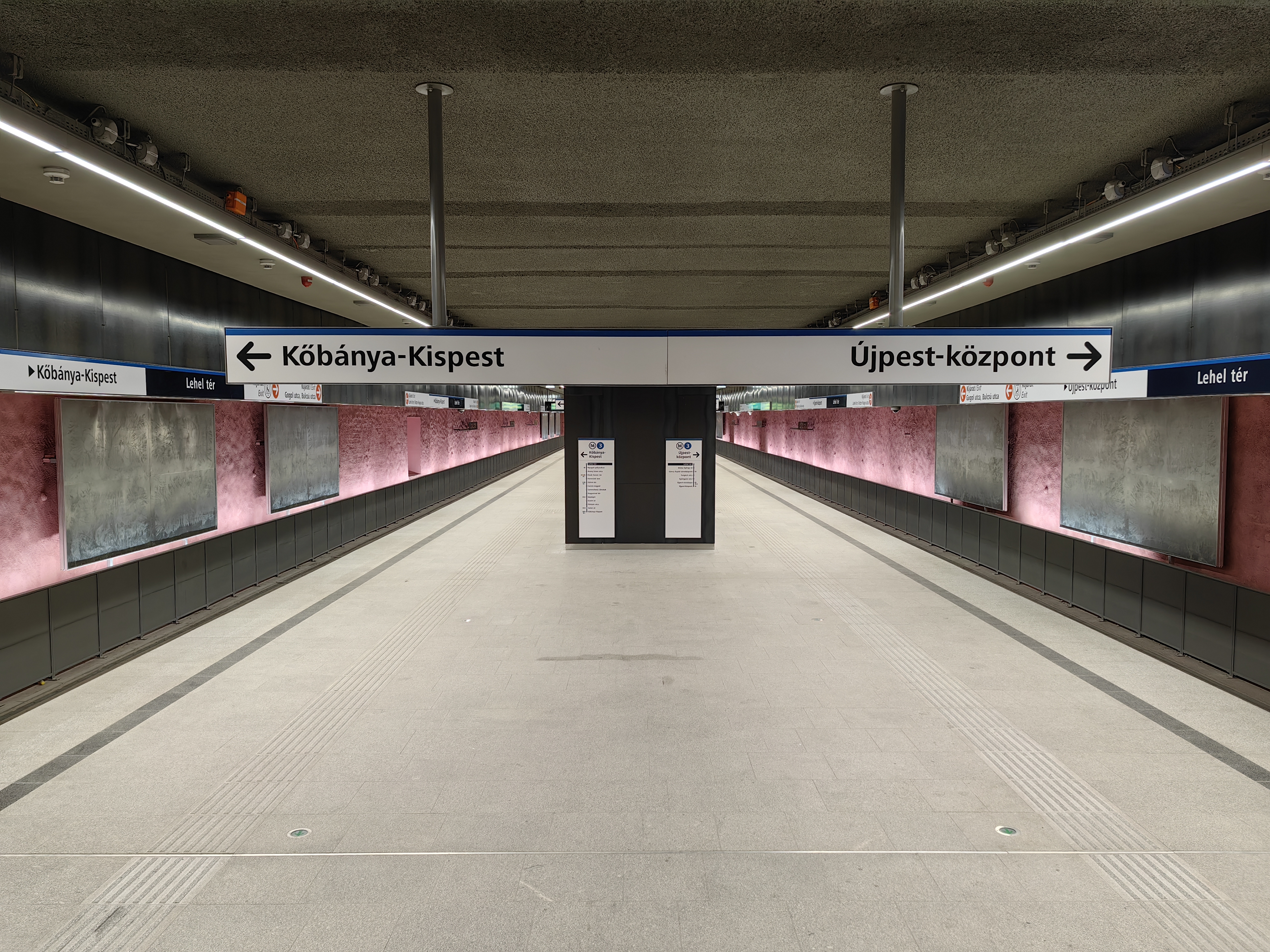
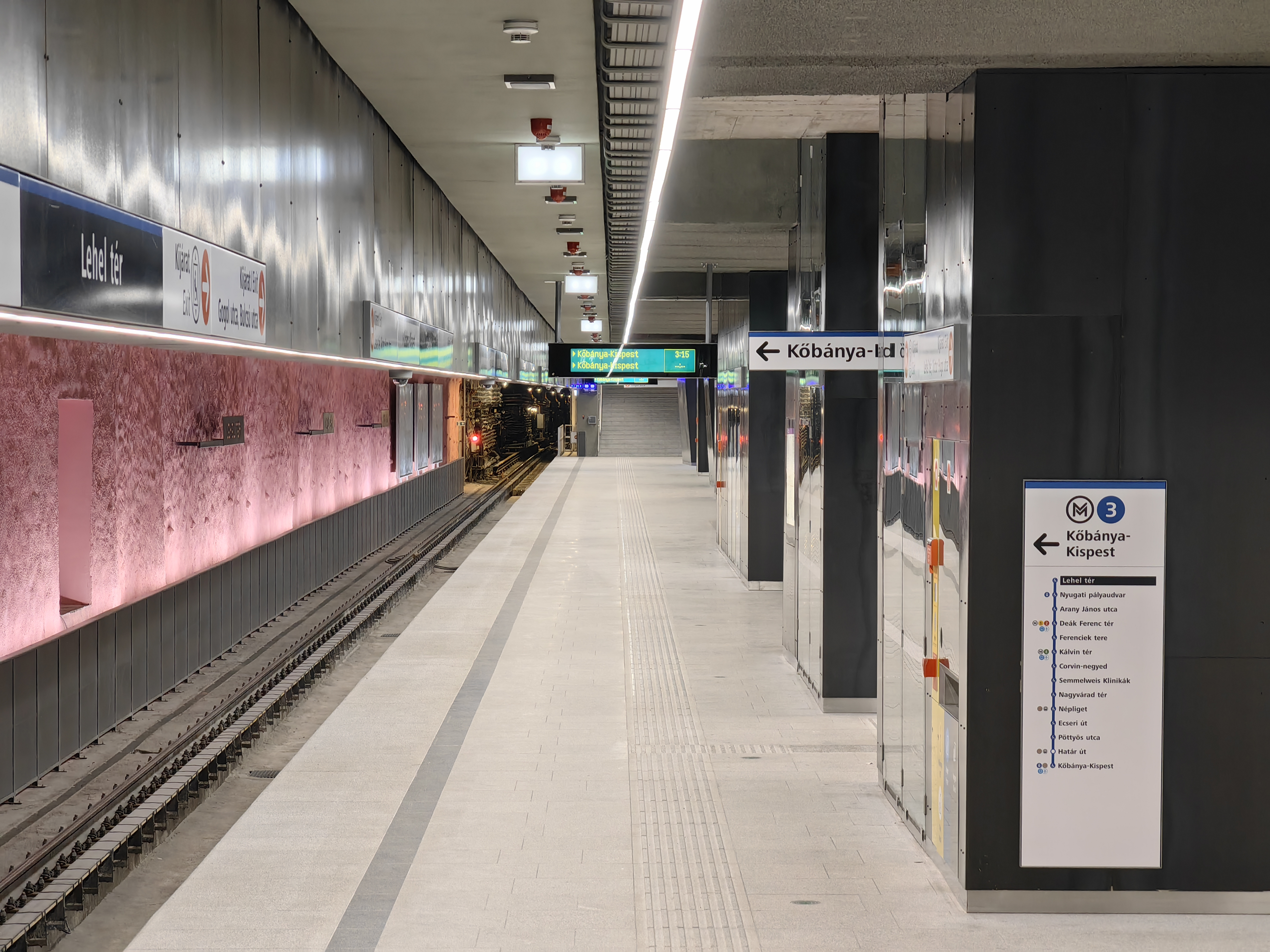